# Harold P. Boas
- Este artigo foi inicialmente traduzido, total ou parcialmente, do artigo da Wikipédia em inglês cujo título é «Harold P. Boas», especificamente desta versão.

Harold P. Boas (Evanston (Illinois), 26 de junho de 1954) é um matemático estadunidense.